# آدا هرالد
آدا هرالد (انگلیسی: Ada Herald) یک روزنامه هفتگی اوهایو است که شهرستان هاردین، اوهایو و بخش‌هایی از شهرستان‌آلن و شهرستان هنکاک، اوهایو را پوشش می‌دهد.

## تاریخچه و مالکیت
یواس جی چری، اس بی واگنر و دبلیو دبلیو پولنی، فارغ‌التحصیل‌های دانشگاه اوهایو، از ژوئن ۱۸۸۵ شروع به انتشار «بررسی ماهنامه مدرسه و جوامع» در دفتر روزنامه محلی آدا رکورد کردند. هدف فارغ‌التحصیلان دانشگاه شمالی اوهایو این بود تا هنرجویان در مورد اتفاقات دانشگاه به روز باشند. این نشریه در ادامه محبوبیت بیشتری پیدا کرد و به عنوان نشریه دانشگاه هرالد شناخته شد. ام ال اسنایدر و رالف پارلت در سال ۱۹۸۵ هرالد را خریدند و در سال ۱۹۱۶ نام آن را به آدا هرالد تغییر دادند